# Christos Georgiou
Christos Georgiou, nascut el 1966 a Londres, Gran Bretanya, és un director de cinema , guionista i productor de cinema anglès d’origen grecoxipriota. Va estudiar cinema a Leeds i Wroclaw.

## Filmografia
- (2008) - Mikro eglima
- (2008) - Steps (sèrie de televisió)
- (2007-2008) - Oi istories tou astynomou Beka (sèrie de televisió)
- (2005-2006) - 10i entoli (sèrie de televisió)
- (2004) - Visions of Europe
- (2003) - Magic Grandad (sèrie de televisió)
- (2001) - Kato apo t' astra
- (1996) - I vaftisi
- (1992) - Ta heria tis giagias